# Монтанер
Монтанер (фр. Montanaire) — громада  в Швейцарії в кантоні Во, округ Гро-де-Во.

## Географія
Громада розташована на відстані близько 60 км на південний захід від Берна, 22 км на північний схід від Лозанни.
Монтанер має площу 33,5 км², з яких на 5,4% дозволяється будівництво (житлове та будівництво доріг), 69,9% використовуються в сільськогосподарських цілях, 24,6% зайнято лісами, 0,1% не є продуктивними (річки, льодовики або гори).

## Демографія
2019 року в громаді мешкало 2719 осіб (+20,7% порівняно з 2010 роком), іноземців було 11,6%. Густота населення становила 81 осіб/км².
За віковим діапазоном населення розподілялося таким чином: 24,8% — особи молодші 20 років, 60,4% — особи у віці 20—64 років, 14,7% — особи у віці 65 років та старші. Було 1142 помешкань (у середньому 2,4 особи в помешканні).
Із загальної кількості 700 працюючих 211 був зайнятий в первинному секторі, 141 — в обробній промисловості, 348 — в галузі послуг.